# Diego Pozo (músico)
Diego Pozo Torregrosa (Jerez de la Frontera, Andalucía), también conocido como El Ratón, es el guitarrista principal y segunda voz, además de compositor de algunas de las canciones, de la banda de flamenco-rock Los Delinqüentes.
Actualmente también es el líder de la banda que lleva su apodo La Banda del Ratón, nombre que reciben los músicos que acompañan al conjunto de Jerez.

## Biografía
Nació el 21 de octubre de 1975 en Jerez de la Frontera. Desde los catorce años tocaba la guitarra de forma profesional, afición que le inculcó su hermano. Terminó solfeo en el Conservatorio Municipal de Jerez y se convirtió en profesor de guitarra.
Formó parte de los conjuntos Sylvara (Javi Ceballos a la voz, Ticoi Elena a la batería y percusión, JuanPe Betanzos al bajo) y Palocortao (con Daviles, otro de los miembros de La Banda del Ratón), antes de conocer a Miguel Ángel Benítez Gómez (er Migue) y Marcos del Ojo (er Canijo) a la puerta del pub jerezano "Los Dos Deditos". Desde ese día el Ratón comenzó a dar clases de guitarra a los que a la postre se convertirían en sus compañeros de banda.
En verano de 2012, tras la separación de Los Delinqüentes, Diego se enroló en una nueva banda, The Dock, un tributo al Soul y el R&B de los años 60 y 70, actuando principalmente en pequeños locales de Andalucía. Acompaña al gran Kiko Veneno en sus conciertos por el territorio nacional y desde mediados del 2015 toca con Las Gipsy Rock también junto a algunos de sus viejos compañeros de "Los Delinqüentes".